# 尾上温泉
尾上温泉（おのえおんせん）は、滋賀県長浜市湖北町にある温泉。
琵琶湖の北湖畔で冷泉が湧出している。

## 泉質
- アルカリ性単純冷鉱泉
  - 泉温　21.3℃

## 温泉地
琵琶湖湖畔に流水する西野水道近くに旅館2軒が存在する。両館ともに、日帰り入浴は受け付けていない。
2軒とも夕食は京料理をベースに、地元の食材を使用している。

## 歴史
2軒のうち、「旅館紅鮎」は1958年（昭和33年）創業である。

## アクセス
- JR北陸本線・高月駅よりバスで10分。
- 北陸自動車道長浜ICより車で20分。